# Guadalupe Ruiz-Giménez Aguilar
Guadalupe Ruiz-Giménez Aguilar (Madrid, 10 d'agost de 1947) és una política espanyola, cinquena filla de Joaquín Ruiz-Giménez Cortés i neta del polític liberal Joaquín Ruíz-Giménez.
Llicenciada en Ciències Polítiques, es casà amb el futur polític Rafael Arias Salgado, amb qui va tenir tres fills i del que més tard es divorcià. Simultejà la carrera amb la maternitat i quan encara era estudiant va rebre un encàrrec sobre els partits d'Amèrica Llatina que estaven en la línia de la futura UCD, partit en el qual ingressà durant la transició democràtica. Fins a 1980 fou cap del Departament Iberoamericà de la Secretaria de Relacions Internacionals del Ministeri d'Afers Exteriors d'Espanya.
Quan Adolfo Suárez deixà la UCD i fundà el Centro Democrático y Social el va seguir, i amb aquest partit fou escollida diputada a les eleccions al Parlament Europeu de 1989. De 1992 a 1994 fou vicepresidenta de la Delegació per a les relacions amb els països de Sud-amèrica del Parlament Europeu. També fou secretària general de l'Associació d'Investigació i Especialització sobre Temes Iberoamericans (AIETI). desenvolupant una extensa tasca de promoció cultural i educativa.
Tanmateix, el 1994 no es presentà a la reelecció i aprofità l'ensulsiada del seu partit per a retirar-se de la política. Posteriorment s'establí a Marbella, on va crear el gimnàs Pilates Wellness Energy, on hi treballa com a monitora.